# Primera Iglesia Metodista de Santiago
La Primera Iglesia Metodista de Santiago es un templo de culto metodista inaugurado en 1925, ubicado frente al Parque Portales, en la comuna chilena de Santiago y perteneciente a la Iglesia Metodista de Chile (IMECH). En términos patrimoniales, hoy se conserva bajo la protección municipal como un Inmueble de Conservación Histórica, siendo además uno de los íconos del barrio Yungay.

## Historia
El metodismo en la capital chilena había intentado establecerse infructuosamente desde fines del siglo xix, con una serie de desaciertos que no permitieron que se construyera la primera iglesia metodista durante ese siglo. En 1883, el Reverendo Lucius Smith sufrió el ataque violento de una turba de católicos fundamentalistas, quienes en su fanatismo antiprotestante, agredieron física y verbalmente a los asistentes metodistas de una prédica en avenida San Pablo, a la altura del barrio Yungay, donde además quemaron las biblias protestantes. Este incidente llegó a oídos de las autoridades de la época, quienes a través del Ministro del Interior, José Manuel Balmaceda, invocaron la Ley lnterpretativa del artículo 5 de la Constitucion del Estado, para brindar protección legal al pastor y sus feligreses, en un contexto donde la Iglesia católica en Chile era la iglesia oficial del Estado y como tal, imponía restricciones a otras religiones. En 1896, Juan Canut de Bon llegó a Santiago en búsqueda de asistencia médica especializada para tratar una neumonía que le afectaba, pudiendo celebrar algunos cultos y prédicas a feligreses metodistas hasta su fallecimiento en noviembre de ese año.
El terreno destinado a la construcción de la iglesia fue adquirido en 1909 por la comunidad metodista de Santiago. No obstante, la inauguración oficial del templo tuvo lugar varios años después. Tras varias modificaciones y renovaciones, la edificación fue oficialmente inaugurada el 26 de abril de 1925, en una ceremonia presidida por el obispo William Fitzjames Oldham, acompañado por el Reverendo del Distrito, Moisés Tarragosa, el pastor de la iglesia, Reverendo Cecilio Venegas y los Reverendos Erza Bauman y Godsil F. Arms. Esta inauguración coincidió con la promulgación de la Constitución de 1925, la cual estableció formalmente la separación entre la Iglesia y el Estado. Edificado en estilo ecléctico, incorpora elementos de la arquitectura neocolonial española, siguiendo el modelo de los templos metodistas de Lima y Callao, en Perú, inaugurados con anterioridad.